# 4shared
4shared — сервис, который предоставляет услуги хостинга файлов и их обмена.
По состоянию на март 2012 года 4shared занимает 82 место в рейтинге самых посещаемых ресурсов интернета по версии Alexa. Ежедневный трафик превышает 300 ТБ. По итогам 2011 года 4shared стал крупнейшим файлообменным сервисом в интернете.

## Использование
4shared позволяет пользователям загружать и скачивать файлы. Базовая регистрация даёт возможность загружать до 10 ГБ в свою учётную запись. После подтверждения регистрации по электронной почте объём увеличивается до 15 ГБ. Премиум-пользователи получают в своё распоряжение 100 ГБ.
После успешной загрузки файла пользователь получает уникальную ссылку, по которой другие впоследствии смогут скачать этот файл. Все загруженные файлы сохраняются в течение 180 дней с момента последнего посещения аккаунта. Файлы премиум-пользователей сохраняются на весь срок действия учётной записи. Пользовательский интерфейс сервиса внешне похож на проводник Windows.

### Особенности
На сайте 4shared файлы сортируются по четырём основным категориям: видео, музыка, фото и книги. Поддерживаются следующие формат:
- аудио: mp3, m3u, m4u, mid, ogg, ra, ram, rm, wav, wma;
- видео: 3GP, mov, mp4, mpeg, mpg, swf, asf, wmv, m2ts, flv, avi;
- графика: bmp, dwg, gif, jpg, png, psd, tif;
- архивы: kmz, package, rar, zip;
- тексты: doc, lit, mdb, pdf, pps, ppt, rtf, srt, txt, wps, xls;
- исполняемые файлы: exe, jar;
- веб-файлы: htm, html;
- файлы для мобильных: nth, prc, sis, apk, ipa.

Пользователи могут оставлять рейтинг файлам, делиться ссылками на них при помощи зарубежных социальных сайтов, комментировать их. У каждого пользователя есть собственная настраиваемая страничка с набранной им статистикой. 4shared использует улучшенную систему поиска, которая позволяет найти файлы по конкретному формату.

## Программное обеспечение
- 4shared Desktop — программа-менеджер, которая позволяет скачивать и закачивать файлы пользователям в их учётную запись. Программа поддерживает функцию drag&drop, а также добавляет дополнительную опцию в контекстное меню Windows. Программа поддерживает функцию синхронизации папок на компьютере пользователя с содержимым его учётной записи.
- 4shared Mobile[9] — программа, схожая с 4shared Desktop и позволяющая обладателям мобильных телефонов получить прямой доступ к своим учётным записям на 4shared, управлять своими файлами и искать новые.
- 4shared Toolbar — программа для Internet Explorer и Firefox, которая предоставляет прямой доступ к учётной записи пользователя, а также поиску и социальным сетям.
- 4Sync — приложение для синхронизации файлов между компьютерами и мобильными устройствами. Пользователю предоставляется 15 ГБ для хранения фото, музыки, видео, различных файлов и документов.[10]